# Enganyapastors de bosc
L'enganyapastors de bosc (Setopagis parvula) és una espècie d'ocell de la família dels caprimúlgids (Caprimulgidae) que habita boscos poc densos de l'est del Perú, nord, est i sud-est de Bolívia, Brasil, el Paraguai, Uruguai i nord de l'Argentina.